# Norbert Bonczyk
Norbert Bonczyk (także Bonczek, Bończyk, Bontzek; ur. 6 czerwca 1837 w Miechowicach, zm. 18 lutego 1893 w Bytomiu) – ksiądz katolicki, poeta, autor artykułów do „Zwiastuna Górnośląskiego”, działacz narodowy na rzecz polskości Górnego Śląska, tłumacz liryki niemieckiej. Zwany „Śląskim Homerem”. Opisując obrazy z życia górnośląskiej społeczności wiejskiej, zwracał przede wszystkim uwagę na odrębność tych terenów w sensie historycznym, obyczajowym i częściowo językowym. Wieloletni współpracownik księdza Józefa Szafranka.

## Życiorys
Pochodził ze zgermanizowanej rodziny górniczej. Był synem sztygara kopalni cynku i ołowiu Maria w Miechowicach koło Bytomia. W latach 1851–1858 uczęszczał do liceum w Gliwicach, po ukończeniu którego wstąpił na wydział teologii katolickiej Uniwersytetu Wrocławskiego. W latach 1858–1862 studiował również filologię słowiańską u Wojciecha Cybulskiego i Wincentego Kraińskiego. Był członkiem Towarzystwa Literacko-Słowiańskiego (1858-1860) oraz Towarzystwa Polskich Górnoślązaków.
Święcenia kapłańskie przyjął w 1862 i został wikarym w Piekarach Śląskich, a w 1865 w Bytomiu w parafii NMP, gdzie pracował do śmierci. W 1874 objął obowiązki proboszcza w swej parafii, ale ze względu na negatywne nastawienie władz państwowych nie otrzymał wówczas oficjalnego tytułu proboszcza. Tytuł ten dostał dopiero w 1886.

## Działalność

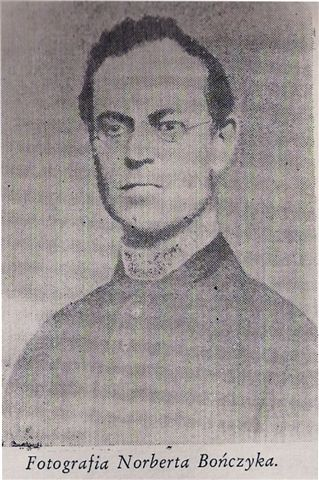
Fotografia Norberta Bonczyka

W 1869 założył Towarzystwo Polsko-Katolickie tzw. "Kasyno", które skupiało wszystkie stany. Prowadził w nim co niedziela odczyty i pogadanki w języku polskim. Od czasów studenckich zaangażowany w działalność społeczną oraz w literacką. We Wrocławiu działał w Towarzystwie Literacko-Słowiańskim, po powrocie na Górny Śląsk pisał do "Zwiastuna Górnośląskiego". W 1871 założył w Bytomiu Towarzystwo Św. Alojzego, organizację społeczno kulturalną dla młodzieży, której celem było szerzenie kultury i oświaty na Śląsku. Ułożył dla niej statut i był jej pierwszym prezesem. Z jego inicjatywy zaczęły powstawać takie same towarzystwa prawie na całym Górnym Śląsku. Był też działaczem katolickiej partii Centrum i współorganizatorem ruchu spółdzielczego na Górnym Śląsku. Z jego inicjatywy powstały kościoły pw. Św. Trójcy i na wzgórzu Św. Małgorzaty w Bytomiu.
Był również współogranizatorem i opiekunem dwóch katolickich związków robotniczych: Związku Wzajemnej Pomocy Robotników Górnośląskich (1889) i Towarzystwa Górnośląskich Przemysłowców. Był przewodniczącym bytomskiego Komitetu Wyborczego, uczestniczył w wiecach polskich m.in. w 1885 roku w Gliwicach. W poglądach politycznych był zbliżony do niemieckiej partii Centrum, z którą współpracował.
Mocno zaangażowany w propagowanie języka polskiego, choć w okresie młodzieńczym pisał wiersze również po niemiecku i łacinie. Oprócz tego przekładał literaturę niemiecką na polski, zwłaszcza Goethego i Schillera. Za przetłumaczenie i wydanie po polsku w 1872 w Bytomiu opowiadania niemieckiego pisarza Konrada Bolandena pt. Stary Bóg żyje został skazany przez władze niemieckie na więzienie. Odbył 2 miesiące kary, a cały nakład książki został skonfiskowany. Jednym z przesłań jego poezji była teza o nieustającej polskości Górnego Śląska. Współpracował z działaczami społecznymi, wydawcami i dziennikarzami na Śląsku Józefem Szafrankiem oraz Karolem Miarką.

## Najważniejsze dzieła
- Stary Kościół Miechowski[10] wydany w 1879,
- Góra Chełmska[11](1886; Góra Świętej Anny (województwo opolskie)),
- Kazanie stołowe (1871),
- Pamiętniki szkolarza miechowickiego (1872),
- Stary Bóg żyje (1872; tłumacz).

## Upamiętnienie
- W 1925 w Bytomiu powstała II Męska Drużyna Harcerska im. ks. Norberta Bończyka, która za swojego patrona przyjęła księdza Bończyka. Od 1927 działała w ramach Związku Harcerstwa Polskiego w Niemczech[12].
- Norbert Bonczyk jest patronem ulic we Wrocławiu[13], Prudniku[14], Mysłowicach, Katowicach, Opolu, Nysie, Rudzie Śląskiej, Kędzierzynie-Koźlu, Gliwicach, Zabrzu, Tarnowskich Górach, Pyskowicach i Bytomiu.

## Literatura dodatkowa
- Wincenty Ogrodziński: Bonczyk (Bontzek) Norbert. W: Polski Słownik Biograficzny. T. 2: Beyzym Jan – Brownsford Marja. Kraków: Polska Akademia Umiejętności – Skład Główny w Księgarniach Gebethnera i Wolffa, 1936, s. 294–295. Reprint: Zakład Narodowy im. Ossolińskich, Kraków 1989, ISBN 83-04-03291-0 (tu też podana data urodzin: 6 czerwca 1837).